# Arado Ar 80
Arado Ar 80 – niemiecki prototypowy samolot myśliwski z lat 30. XX w.

## Historia
Na początku 1934 roku dowództwo Luftwaffe ogłosiło konkurs na budowę jednopłatowego, jednomiejscowego samolotu myśliwskiego o konstrukcji metalowej, który miał zastąpić dotychczas używane Heinkel He 51 i Arado Ar 68. Do konkursu na tego typu samolot przystąpiła również wytwórnia lotnicza Arado Flugzeugwerke GmbH. 
W wytwórni opracowano projekt samolotu oznaczony jako Ar 80. Był to dolnopłat o konstrukcji całkowicie metalowej z charakterystycznym układem skrzydeł w kształcie spłaszczonej litery W. Pierwszy prototyp został zbudowany i oblatany na początku 1935 roku. Został wyposażony w brytyjskie silniki Rolls-Royce Kestrel VI o mocy 695 KM (511 kW). W czasie jednego z pierwszych lotów doszło do wypadku i uległ on całkowitemu zniszczeniu. 
W tym czasie budowano kolejny prototyp samolotu Ar 80, który został wyposażony w niemieckie silniki Junkers Jumo 210C o mocy 600 KM (411 kW). Zastosowanie tego silnika spowodowało nieznaczny wzrost masy samolotu, lecz dzięki niemu poprawiły się nieco osiągi. Nie spełniał on zakładanych warunków, w związku z tym przystąpiono do budowy trzeciego prototypu, w którym zmieniono kształt skrzydła na proste z niewielkim wzniosem dodatnim. Próby trwały do 1938 roku, kiedy to zaniechano dalszych prac rozwojowych tego samolotu.  
W 1938 roku w trzecim prototypie zainstalowano drugą kabinę obserwatora. Samolot ten był używany jako samolot łącznikowy; mógł przewozić jednego pasażera. Ostatecznie zbudowano tylko 3 prototypy samolotu Ar 80. 

## Użycie
Dwa pierwsze prototypy samolotu Ar 80 używane były wyłącznie do prób, natomiast trzeci prototyp po zainstalowaniu drugiej kabiny, był używany jako samolot łącznikowy.

## Opis konstrukcji
Samolot Ar 80 był dolnopłatem o skrzydłach w kształcie spłaszczonej litery W. Konstrukcja całkowicie metalowa. Kabina zakryta. Podwozie klasyczne, chowane w locie, kółka osłonięte owiewkami. Napęd stanowił 1 silnik rzędowy. Uzbrojenie miało składać się z 2 karabinów maszynowych MG 17 kal. 7,92 mm. Zbudowane prototypy nie posiadały uzbrojenia.